# Ouch!
Ouch! Is het vierde studioalbum van Lake. De muziekgroep is sinds het voorgaande album op de schop gegaan, de helft is vervangen. Voor de muziek maakte het weinig verschil, deze bleef binnen het specifieke Lakegeluid.
Opvallend aan dit album zijn de plaatsen van opname, de Pye Studio in Londen en de Caribou Ranch in Nederland (Colorado), die laatste geluidsstudio was van muziekproducent James William Guercio (Chicago en Blood, Sweat & Tears). De platenhoes was opnieuw van James McMullan.
Het mocht niet baten, de verkoopcijfers van Ouch! vielen tegen, ook de drie singles konden geen potten breken. Conti en Effertz zouden de band na de toer verlaten.

## Musici
- James Jopkins Harrison – zang
- Alex Conti – gitaar, zang
- Achim Oppermann – gitaar, zang
- Frank Hieber – toetsinstrumenten, zang
- Heike Effertz – basgitaar
- Dieter Ahrendt – slagwerk, percussie

## Muziek
| Nr. | Titel                                           | Duur |
| --- | ----------------------------------------------- | ---- |
| 1.  | Celebrate (Hopkins Harrison, Oppermann)         | 3:49 |
| 2.  | Come on home (Hopkins Harrison, Hieber)         | 4:38 |
| 3.  | Listen to me (Hopkins Harrison, Hieber, Efferz) | 4:15 |
| 4.  | Amigo (Hopkins Harrison, Oppermann)             | 2:51 |

| Nr. | Titel                                          | Duur |
| --- | ---------------------------------------------- | ---- |
| 1.  | Jamaica high (Hopkins Harrison, Conti, Hieber) | 4:46 |
| 2.  | Living for today (Hopkins Harrison, Oppermann) | 4:30 |
| 3.  | Something here (Hopkins Harrison, Hieber)      | 4:32 |
| 4.  | Hit your mama (Hopkins Harrison, Hieber)       | 4:17 |
| 5.  | Southern nights (Hopkins Harrison, Hieber)     | 4:30 |